# Herzogstand
Le Herzogstand est un sommet des Alpes, à 1 732 m d'altitude, dans les Préalpes bavaroises, en Allemagne (Bavière).